# Whole Lot of Leavin’
Whole Lot of Leavin’ – singel zespołu Bon Jovi wydany w 2007, promujący album Lost Highway. Autorami utworu są Jon Bon Jovi i John Shanks. Utwór został umieszczony na albumie koncertowym zespołu, Lost Highway: The Concert (2007). Utwór opowiada o osobistych przeżyciach gitarzysty grupy, Richiego Sambory w 2006 i 2007, kiedy w krótkim odstępie czasu zmarł mu ojciec i rozwiódł się z żoną, Heather Locklear.
Singel uplasował się na 22. miejscu listy Ö3 Austria Top 40 i 41. Media Control Charts.

## Spis utworów
Sporządzono na podstawie materiału źródłowego.
1. "Whole Lot of Leavin’"
2. "Wanted Dead Or Alive" (na żywo z Lost Highway: The Concert)
3. "Put The Boy Back In Cowboy"
4. "I Love This Town" (nagrane na żywo w Cannery Ballroom, Nashville, Tennessee 1 marca 2007)